# Linda di Chamounix
Linda di Chamounix es una ópera melodramática en tres actos de Gaetano Donizetti sobre el libreto en italiano escrito por Gaetano Rossi. Se estrenó en Viena, al Kärnthnertortheater, el 19 de mayo de 1842. 
Linda di Chamounix supone la primera de las óperas compuestas por Donizetti para la corte vienesa, y fue tal el éxito logrado que el emperador denominó a su autor compositor de la corte y maestro de capilla imperial. La emperatriz, que asistió también al espectáculo, regaló al músico una banda con una dedicatoria personal bordada en oro. La obra sería traducida al alemán en 1849, y puede decirse que de alguna manera es la más mozartiana de las óperas de Donizetti por lo fino de su factura y una especie de melancolía que recorre toda la composición, mezclada con elementos de humor.
La obra está situada en el punto intermedio entre el clasicismo y el romanticismo. El personaje femenino fue creado para una de las más ilustres divas del siglo XIX, Eugenia Tadolini, destacando el aria O luce di quest'anima.
Esta ópera rara vez se representa en la actualidad; en las estadísticas de Operabase aparece con sólo 4 representaciones en el período 2005-2010.

## Argumento
La obra trata de una chica de Saboya que, para salvar sus padres de la miseria, accede a las (poco honestas, como se verá) atenciones del Marqués de Boisfleury. Después de un dramático enfrentamiento con su padre, Linda pierde la razón, pero la recuperará al escuchar la canción de su amigo Pierotto, que suena a guisa de nostálgico leitmotiv a lo largo de la ópera. 
Linda huirá a París, donde conocerá el verdadero amor en forma de un joven noble que, casualmente, es sobrino del marqués. La madre del joven se opone al enlace y Linda vuelve a su pueblo, trastornada por el despecho. Hasta allá irá a buscarla el galante enamorado; superada la oposición familiar y, en un final feliz, todos celebrarán juntos su amor.

## Personajes
| Personaje                            | Tesitura  | Reparto el 19 de mayo de 1842 Director: Gaetano Donizetti |
| ------------------------------------ | --------- | --------------------------------------------------------- |
| Linda (joven campesina)              | soprano   | Eugenia Tadolini                                          |
| Carlo (Vizconde de Sirval)           | tenor     | Napoleone Moriani                                         |
| Pierotto (amigo de Linda)            | contralto | Marietta Brambilla                                        |
| Antonio (padre de Linda)             | barítono  | Felice Varesi                                             |
| Marqués de Boisfleury (tío de Carlo) | barítono  | Agostino Rovere                                           |
| Prefecto                             | bajo      | Prosper Dérivis                                           |
| Maddalena (madre de Linda)           | soprano   | Maddalena Nottes                                          |
| Intendente                           | tenor     | Michele Novaro                                            |
|                                      |           |                                                           |

## Grabaciones
Hay una grabación histórica según La discoteca ideal de la ópera, de Roger Alier y otros, la dirigida por Alfredo Simonetto (1953, grabación en vivo), con Margherita Carosio (Linda), Gianni Raimondi (Carlo), Giuseppe Taddei (Antonio), Rina Corsi (Pierotto) y Carlo Badioli (Il Marchese di Bousfleury). Coro y orquesta de la RAI de Milán. EMI